# Коронавірусна хвороба 2019 в Угорщині
Коронаві́русна хворо́ба 2020 у Угорщині — розповсюдження світової пандемії коронавірусу 2019 (COVID-19) територією Угорщини. Перший підтверджений випадок на території Угорщини було виявлено 4 березня 2020 у столиці країни Будапешті. Більшість інфікованих (майже половина) була в столиці країни Будапешті (1448 випадків із 2942 всього по країні) станом на 2 травня 2020 року. Станом на 2 квітня 2020 в Угорщині офіційно було виявлено 585 підтверджених випадків, з них 42 одужавших, 21 летальних.

## Хронологія

### 2020
Станом на 2 квітня в Угорщині офіційно було виявлено 585 підтверджених випадків, з них 42 одужало, 21 летальний випадок.
Більше половини інфікованих було зареєстровано в Будапешті (1448 випадків із 2942 всього по країні) станом на 2 травня 2020 року.
15 липня Угорщина посилила карантин, заборонивши в'їзд українцям. Також було введено обов'язкову перевірку на кордонах стану здоров'я жителів Угорщини, що повертаються з країн «жовтої» та «червоної» зон. Всі вони будуть проходити двотижневу самоізоляцію. Карантину можна уникнути, маючи два негативні тести, зроблені в останні 5 днів.
З 1 вересня Угорщина закрила кордони для іноземців, дозволивши в'їзд родичам громадян країни та деяким іншим категоріям людей.
5 листопада прем'єр-міністр Камбоджі Гун Сен і чотири міністри опинились в карантині після того, як стало відомо, що міністр закордонних справ Угорщини Петер Сіярто захворів на коронавірус. Петер Сіярто перебував із візитом в Камбоджі і зустрічався із високопосадовцями Камбоджі.
9 листопада в Угорщині було посилено комендантську годину (20:00-5:00) та закрито ресторани.
26 грудня країна першою в ЄС почала вакцинацію, було використано вакцину Pfizer.

### 2021
9 січня в крані було продовжено локдаун щонайменше до 1 лютого. Станом на цей день було вакциновано 80 тис. осіб.
21 січня Угорщина схвалила використання вакцин AstraZeneca (Швеція) і Супутник V (РФ).
15 серпня введено обов’язкову вакцинацію для медиків. З 2 липня до 31 серпня влада Угорщини проводила вакцинацію населення Закарпаття на кордоні, було заявлено про понад 20 тис. вакцинованих.

## Статистика
Дані по смертності станом на 2 травня 2020.
Середній вік померлих: 77,6 років.
| Вік    | Смертей (ч) | Смертей (ж) | Всього |
| ------ | ----------- | ----------- | ------ |
| 0–9    | 0           | 0           | 0      |
| 10–19  | 0           | 0           | 0      |
| 20–29  | 0           | 0           | 0      |
| 30–39  | 2           | 1           | 3      |
| 40–49  | 3           | 4           | 7      |
| 50–59  | 9           | 3           | 12     |
| 60–69  | 31          | 20          | 51     |
| 70–79  | 55          | 46          | 101    |
| 80–89  | 60          | 61          | 121    |
| 90–99  | 13          | 27          | 40     |
| 100–   | 0           | 0           | 0      |
| Всього | 173         | 162         | 335    |

| Підтверджені випадки в Угорщині             | 623   |
| Кількість одужалих                          | 43    |
| Кількість смертей                           | 26    |
| Кількість на домашньому карантині           | 10668 |
| Кількість зразків                           | 17769 |
| Останнє оновлення: 3 квітня 2020, 06:43 CET |       |

## Галерея

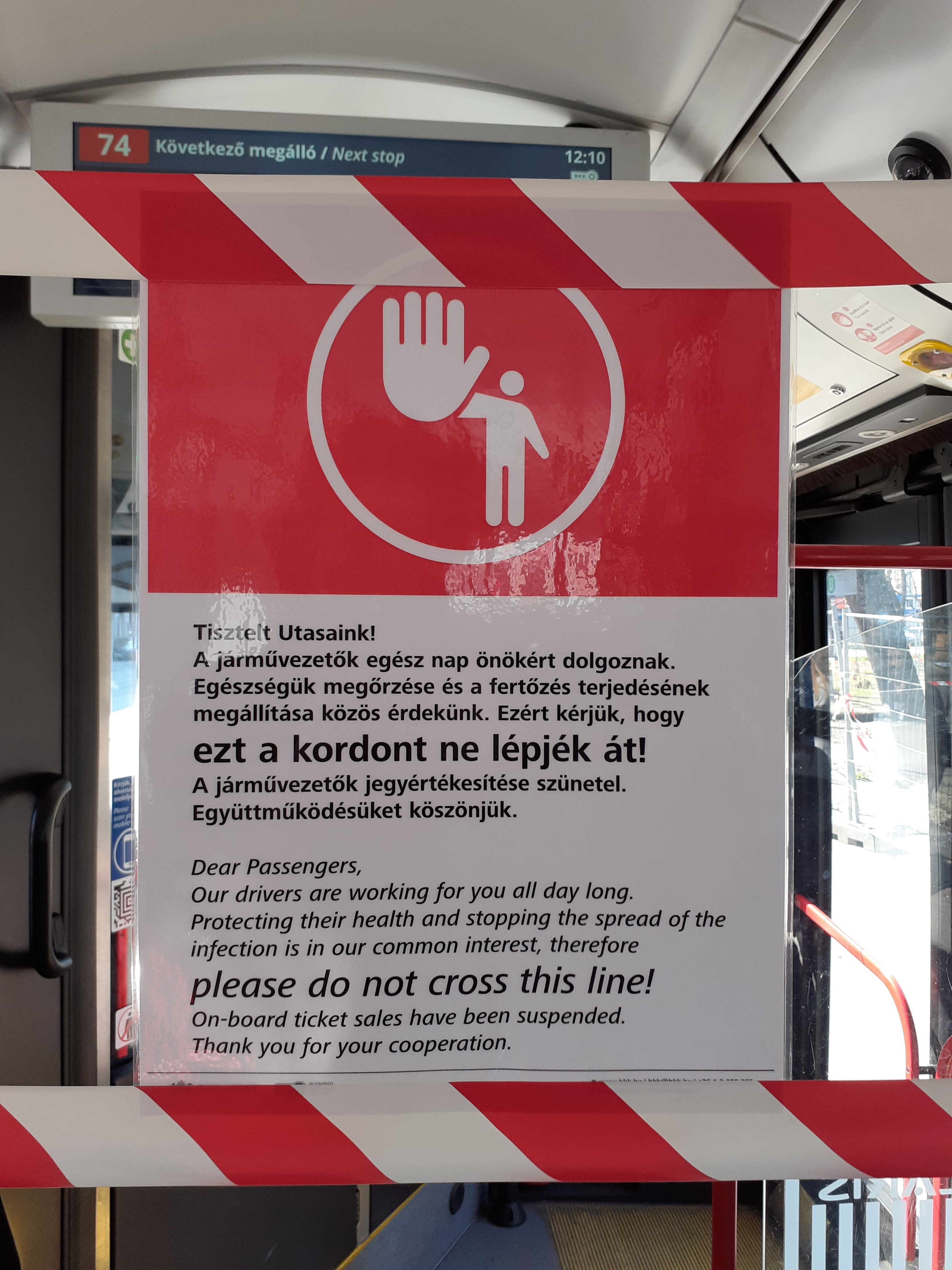
Оголошення-попередження в тролейбусі в Будапешті (19.03.2020)
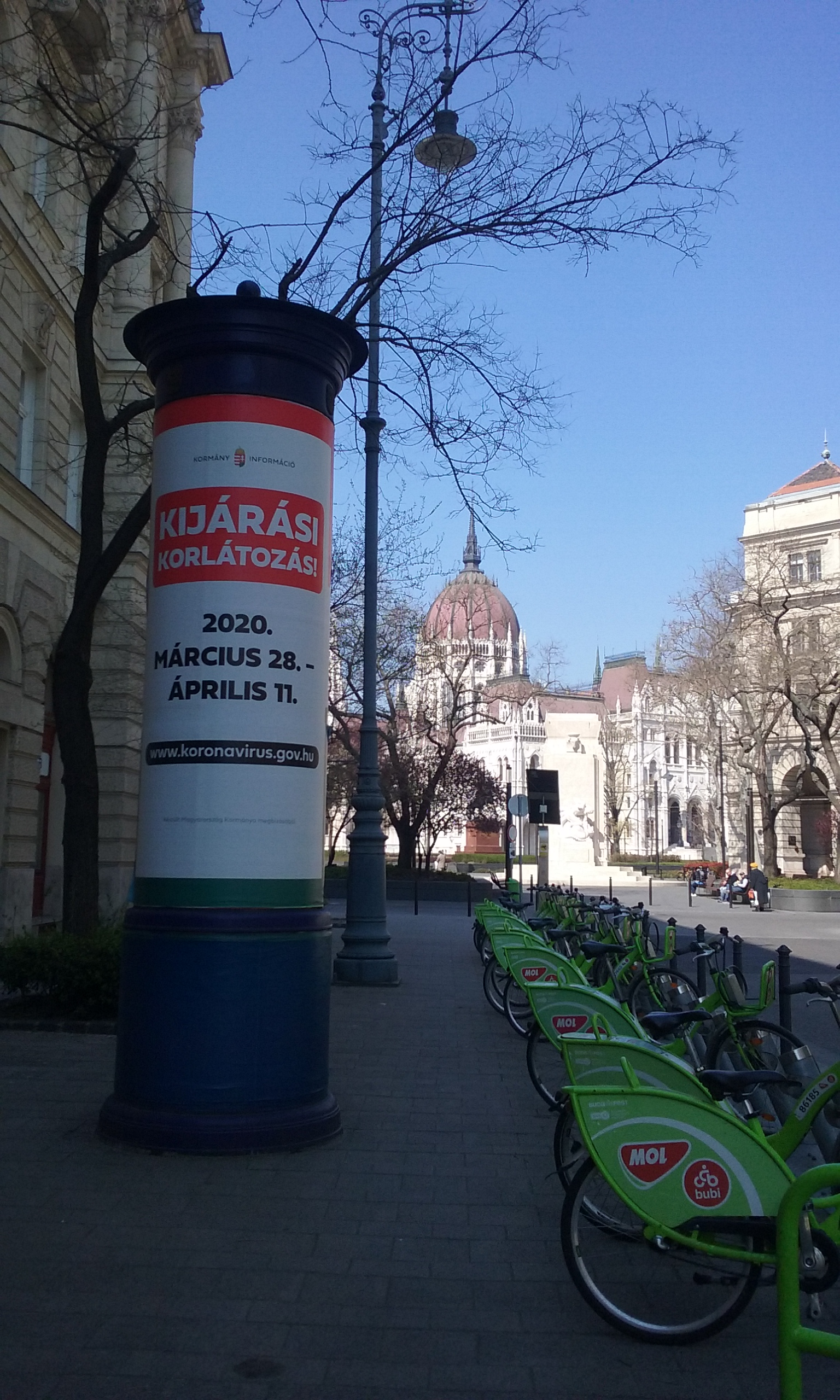
Оголошення, що інформує про комендантську годину в Будапешті
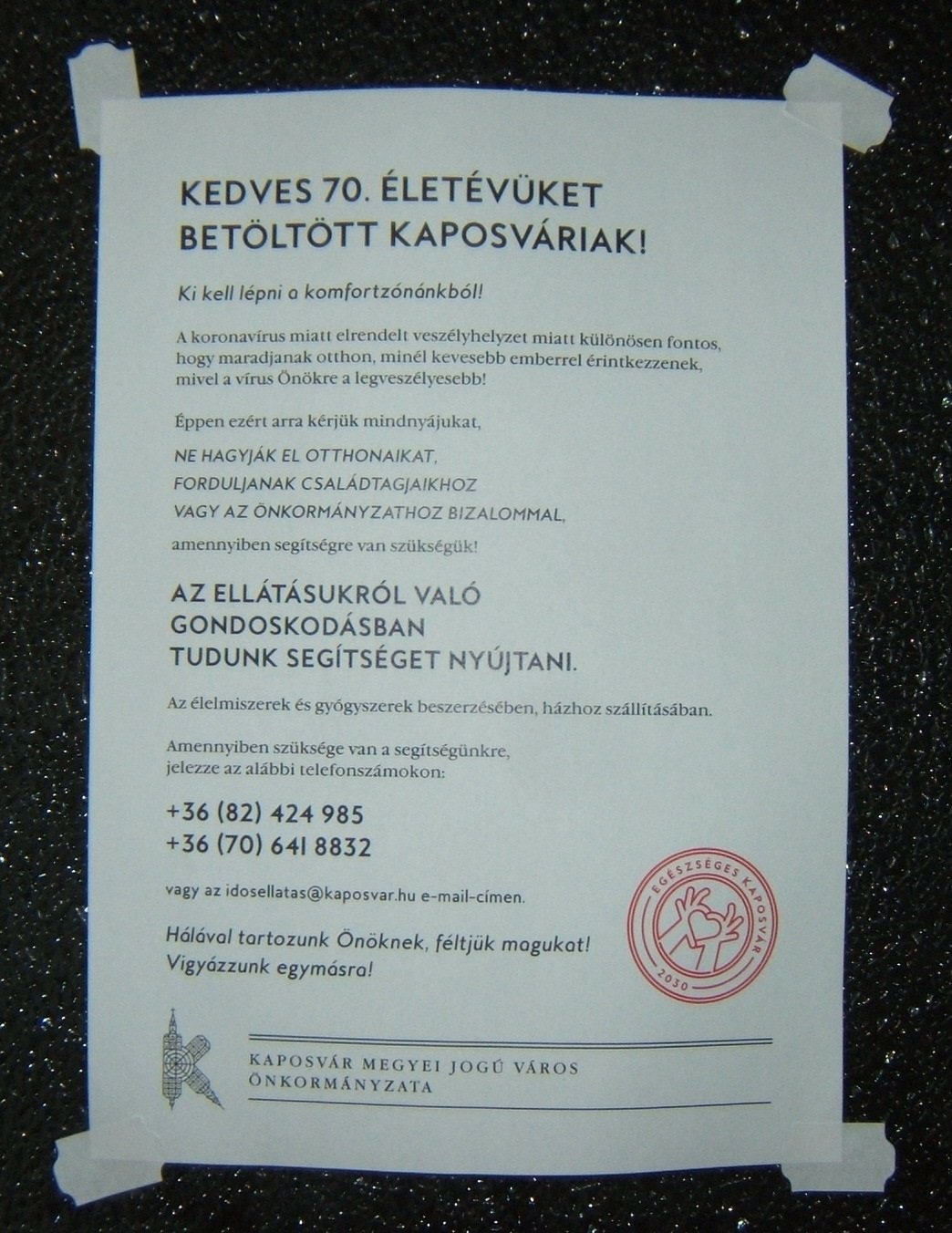
Оголошення для людей похилого віку під час епідемії коронавірусу 2020 року. Капошвар